# No. 75 Squadron RAAF
Le No. 75 Squadron est une unité de chasse de la Royal Australian Air Force (RAAF) située à RAAF Base Tindal dans le Territoire du Nord. Le squadron est formé en 1942 et participe à de nombreux combats sur le théâtre du Pacifique Sud-Ouest pendant la Seconde Guerre mondiale, avec des P-40 Kittyhawk. Il est dissous en 1948, mais est reformé l'année suivante et utilise des avions à réaction pendant toute la durée de la guerre froide. Le squadron est basé à Malte de 1952 à 1954, aux commandes de de Havilland Vampire, et en Malaisie de 1968 à 1983, avec des Dassault Mirage III, avant de retourner en Australie.
Le squadron est rééquipé de chasseurs F/A-18 Hornet et transféré à RAAF Base Tindal en 1988. Il est placé en alerte pour soutenir le déploiement de la force INTERFET dirigé par l'Australie au Timor oriental en 1999, et voit des combats en 2003 dans le cadre de la contribution australienne à l'invasion de l'Irak et en 2015 lors de l'intervention militaire contre l'État islamique.